# كويزي أصفر الكأس
كويزي أصفر الكأس (الاسم العلمي: Cantharellus xanthoscyphus) هو نوع من الفطريات يتبع جنس الكويزي من فصيلة الكويزية.